# شهرستان الپنا، میشیگان
شهرستان الپنا، میشیگان (به انگلیسی: Alpena Township, Michigan) یک منطقهٔ مسکونی در ایالات متحده آمریکا است که در میشیگان واقع شده‌است.

## خصوصیات
شهرستان الپنا ۳۶۵٫۷ کیلومترمربع مساحت و ۹٬۰۶۰ نفر جمعیت دارد و ۱۹۱ متر بالاتر از سطح دریا واقع شده‌است.